# Yichus
Yichus (hébreu : יִחוּס, yḥws) est un mot yiddish d'origine hébraïque signifiant "lignée". Dans certaines communautés juives passées et présentes, avoir un bon yichus - c'est-à-dire descendre d'une famille de haute réputation - est nécessaire pour qu'une personne soit considérée comme un partenaire potentiel de mariage.
Dans un usage plus courant, le terme fait référence à la chaîne d'origine d'une déclaration, d'une œuvre créative ou d'un objet.

## Étymologie
Le mot yichus apparaît pour la première fois dans la Bible, dans le Livre d'Esdras. Il apparaît dans « « Ezra 2:62 HE » » et « « Nehemie 7:5 HE » », où la racine hébraïque (yud-chet-sin) signifie "relation à" ou "lié à". Dans l'hébreu rabbinique ultérieur, la dernière lettre de la racine a changé de shin (ש) à samech (ס), bien que la prononciation et la signification soient restées inchangées. Cette dernière orthographe (yud-hey-samekh) apparaît fréquemment dans la littérature rabbinique.
Bien que le mot yichus soit originaire de l'hébreu,, il est généralement accepté comme un mot yiddish qui a été intégré dans l'anglais moderne. Le mot anglicisé a été translittéré de plusieurs façons, y compris yichus, yikhes,, yiches et yikhus.

## Histoire
Depuis l'ère talmudique, être le gendre de quelqu'un de largement respecté est valorisé. Par la suite, même le yichus d'être le gendre du gendre et des liens de lignée similaires étaient prisés.
À partir du XIVe siècle, le yichus est devenu une préoccupation importante pour les Juifs d'Europe de l'Est. Un bon yichus pouvait faire référence à la maîtrise de la Torah ou à la richesse, tandis qu'un mauvais yichus résultait de la suspicion de descendance illégitime. Cependant, de nombreux rabbins désapprouvaient le concept de yichus, insistant plutôt sur l'évaluation des individus en fonction de leurs mérites personnels. « En Lituanie, certaines familles juives cachaient leur Yikhus (lignée) ». Il y avait une tension entre le yichus d'une part, et « le leadership méritocratique basé sur l'érudition » d'autre part. Les jugements de yichus sont devenus l'un des mécanismes déterminant les hiérarchies sociales.
À partir du XIXe siècle, l'importance du yichus a décliné, alors que de plus en plus de mariages étaient basés sur l'amour romantique et que les réformateurs critiquaient le yichus pour mener à la consanguinité au sein de petits cercles de familles "acceptables". Cependant, de nos jours, le yichus reste une qualification importante pour le mariage dans les communautés Haredim,.

### Livre de yichus
Les arbres généalogiques, ou tableaux de pedigree, des familles juives, qui listent les registres de généalogie et d'histoire familiale, sont connus sous plusieurs noms, parmi lesquels le livre de Yichus,,, la lettre de Yichus et le registre de Yichus,,.
Pour aider un enfant à retracer sa lignée, certaines familles écrivaient un "livre de Yichus".
La lettre de Yichus n'est pas aussi étendu qu'un livre de Yichus,,, tandis qu'un livre de Yichus ou un registre de Yichus (ou "sefer yuchsin" ou registre) est orienté vers la communauté.
Certaines familles tenaient également un "Registre des Circoncisions" séparé.

## Types de yichus

### Mechutan
Être le mechutan (מְחוּתָּן, "père du conjoint de son enfant") d'une personne notable est parfois considéré comme suffisamment important pour être mentionné dans une invitation de mariage et pour fournir d'autres références,. Bien que principalement utilisé pour les parents de la même génération, ce terme peut également être utilisé pour les générations suivantes.

### Ben achar ben
Être un ben achar ben (littéralement fils-après-fils, c'est-à-dire descendant patrilinéaire) est parfois considéré comme plus notable que d'autres formes de descendance,,,.

### Yichus atzmi
Le Yichus atzmi correspond aux mérites de la personne, et non d'où elle vient.

## Noms de familles
Pour diverses raisons, les noms de famille ont été changés, puis parfois rétablis. Ainsi, les noms de famille juifs n'ont pas toujours été un indicateur fiable de l'ascendance. Par exemple, certains noms de famille, comme Cohen, ne sont pas aussi fortement indicatifs d'être un Cohen que Katz (nom de famille) (en).